# 美作追分站
美作追分站（日语：／ Mimasaka-Oiwake eki */?）是位於岡山縣真庭市上河內，西日本旅客鐵道（JR西日本）的姬新線車站。
此站鄰接「桐太郎之里」，在車站也設有吉祥物「桐太郎」。

## 歷史
- 1923年（大正12年）8月21日 - 作備線 津山至此站之間開業，此站啟用。
  - 當時車站地址為岡山縣真庭郡河內村（日语：河内村 (岡山県)）上河內。
- 1924年（大正13年）5月1日 - 作備線 此站至久世之間開業。
- 1929年（昭和4年）4月14日 - 隨著作備西線開通，作備線改名為作備東線，此站成為作備東線車站。
- 1930年（昭和5年）12月11日 - 隨著津山至新見之間全線開通，作備東線成為作備線一部分，此站成為作備線車站。
- 1936年（昭和11年）10月10日 - 作備線成為姬新線一部分，此站成為姬新線車站。
- 1955年（昭和30年）1月1日 - 隨著落合町（日语：落合町 (岡山県)）（第三次）成立，車站地址變為岡山縣真庭郡落合町上河內。
- 1973年（昭和48年）3月12日 - 成為無人車站。
- 1987年（昭和62年）4月1日 - 伴隨國鐵分割民營化，車站由西日本旅客鐵道（JR西日本）營運。
- 2005年（平成17年）3月31日 - 隨著真庭市成立，車站地址變為岡山縣真庭市上河內。

## 車站構造

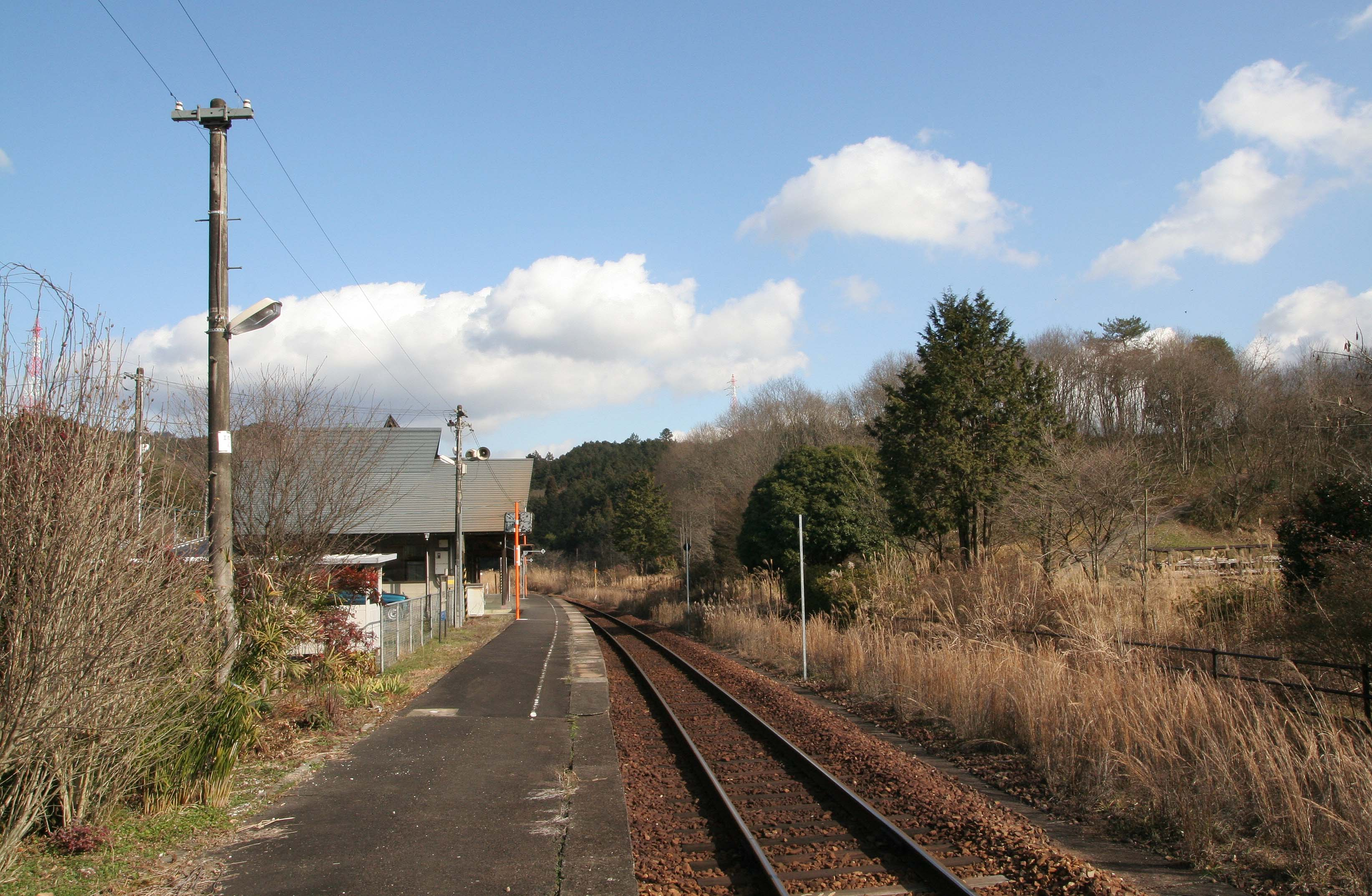
站內（2008年1月3日）

車站是一座地面車站，設有1面1線的單式月台，新見方向的列車會開啟右邊車門。新見方向和津山方向的列車使用同一月台。此站曾經設有2面2線的月台，現時一邊的路軌已經撤走。
此站是由津山站管理的無人車站。此站沒有自動售票機。

## 利用狀況
以下為近年1日平均乘車人次列表。
| 年度 | 1日平均 乘車人次 |
| ---- | ---------------- |
| 1999 | 60               |
| 2000 | 52               |
| 2001 | 45               |
| 2002 | 36               |
| 2003 | 35               |
| 2004 | 28               |
| 2005 | 30               |
| 2006 | 31               |
| 2007 | 32               |
| 2008 | 25               |
| 2009 | 19               |
| 2010 | 21               |
| 2011 | 23               |
| 2012 | 34               |
| 2013 | 28               |
| 2014 | 26               |
| 2015 | 23               |
| 2016 | 25               |
| 2017 | 26               |
| 2018 | 24               |

## 車站周邊
- 河内郵局
- 追分池
- 追分高爾夫球中心
- 國道181號（日语：国道181号）
- 中國自動車道 美作追分停車區（日语：美作追分パーキングエリア）
- 岡山縣道411號垂水追分線（日语：岡山県道411号垂水追分線）

## 相鄰車站
西日本旅客鐵道（JR西日本）
 姬新線
■快速
通過
■普通
坪井－美作追分－美作落合

## 注腳
1. ↑  .   [2020-04-30]. （原始内容存档于2021-01-26） （日语）.
2. ↑  岡山縣統計年報 （页面存档备份，存于）（日語）

## 外部連結
- 美作追分｜車站資訊：JR出門網 - 西日本旅客鐵道（日語）